# Lisistrata (film)
Lisistrata (Lysistrata ou La Grève des baisers) è un cortometraggio muto del 1910 diretto da Louis Feuillade

## Produzione
Il film fu prodotto dalla Société des Etablissements L. Gaumont.

## Distribuzione
Distribuito dalla Société des Etablissements L. Gaumont, uscì nelle sale cinematografiche francesi nel 1910.